# Biobanque Signature
La Biobanque Signature est une biobanque située à Montréal et conçue pour collecter systématiquement une vaste «signature» d’indicateurs biologiques, psychosociaux et cliniques chez les patients atteints de troubles psychiatriques, qui sont des usagers du service d'urgence hospitalier de l'Institut universitaire en santé mentale de Montréal,,

## Objectifs
Le projet de la Biobanque Signature vise à créer des ponts, d'une part entre la recherche fondamentale et la recherche appliquée et, d'autre part, entre la recherche appliquée et la clinique,,.

## Participants
Le recrutement des participants a été initié à l'urgence de L'IUSMM en novembre 2012 auprès de personnes atteintes de troubles psychiatriques et aptes à donner leur consentement.
À partir de 2016, un groupe de participants dit contrôle, n'ayant pas fréquenté de service de psychiatrie hospitalier, a aussi été recruté. Les participants contrôles ont été recrutés pour s'ajuster aux caractéristiques démographiques de la cohorte Signature.

### Patients avec des troubles de santé mentale
A ce jour, la Biobanque Signature a recruté 2172 patients à l’urgence. Un suivi longitudinal de certains patients a été réalisé, à quatre temps de mesure, qui sont des moments critiques du suivi médical, soit: 
1) l’admission à l’urgence, 
2) le congé d’hospitalisation, 
3) la première visite en consultation ou rechute à l’urgence 
4) Au rétablissement ou environ 1 an après la visite à l’urgence ou rechute à l’urgence s'il y a eu lieu avant le suivi a 1 an.
Les données et biospécimens collectés sont dénominalisés dès leur réception à la Biobanque. Ceci implique que les données des biospécimens ne sont plus liées avec une donnée personnelle pouvant directement identifier le participant.

### Participants contrôles
Un total de 149 personnes, sans troubles de santé mentale majeur nécessitant une hospitalisation, a été recruté sur une base volontaire. Les volontaires ont rempli les questionnaires psycho-sociaux et fait don des mêmes biospécimens que les patients recrutés à l'urgence.

## Type de données et matériel biologique
La Biobanque Signature est constituée de données médicales, psychosociales et biologiques, ainsi que des spécimens biologiques de plasma, de sérum, de cheveux, de cellules sanguines et de salive, collectés auprès de personnes ayant consulté le service d’urgence de l’IUSMM. Le matériel de personnes dits contrôles, sans troubles psychiatriques connus nécessitant une visite en milieu hospitalier, ont aussi été collecté.
La collecte de données psychosociales s’est faite à partir de 24 questionnaires auto-rapportés et de données du dossier médical. Des mesures d’analyses biologiques ont aussi été collectées.
Liste des Questionnaires psycho-sociaux: STAI; UPPS-P,; PHQ-9; PSQ; BGQ/LHA,; SBQ-R,; AUDIT-10; DAST-10,;  WHODAS 2.0 version courte,; CEVQ; ESCC; PSR; DIGS; SIMPAQ
Liste des spécimens biologiques collectés: sang, sérum, plasma, cheveux, salive, ARN et ADN sanguin.
Listes des données biologiques (biomarqueurs): IL-6; TNF-a; hormones sexuelles; ILGF, BDNF, cortisol salivaire et capillaire, CRP, bilan lipidique sanguin, insuline, toxoplasmose (IgM et IgG).

## Accès aux données et matériel biologique
Les données et le matériel biologique sont mis à disposition des chercheurs nationaux et internationaux, du secteur académique ou privé, moyennant une contribution aux frais de recouvrement, à l’obtention d’une approbation d’un comité d’éthique pour la recherche et d’une entente de transfert de matériel .
Pour faire une demande d’accès de matériel, les investigateurs doivent remplir un formulaire en ligne sur le site www.banquesignature.ca. La validité de la demande est évaluée par un Comité d’accès. Si la demande est valide, le chercheur devra alors soumettre une approbation d’un comité d'éthique pour la recherche (CER), signer l’entente avec la Biobanque et assumer des frais de recouvrement.

## Éthique et gouvernance
La banque de données et de matériel biologique Signature relève du CIUSSS-EMTL. Le projet a été approuvé et entériné et par le Comité d’éthique pour la recherche de l’institut universitaire en santé mentale le 26 septembre 2012, et par le Conseil d’administration de l’IUSMM le 23 octobre 2012.

### Gouvernance
La responsabilité de la gestion de la Biobanque Signature relève de la direction du Centre de recherche de l’IUSMM.  
La Biobanque est sous la responsabilité du directeur scientifique du centre de recherche de l'Institut en santé mentale de Montréal (CRIUSMM) et co-dirigée par un chercheur du CRIUSMM.